# A-Jugend Handball-Bundesliga 2012/13
Die A-Jugend-Bundesliga ist die höchste Spielklasse im deutschen Jugend-Handball. Es war die zweite Austragung des Wettbewerbs.

## Staffeleinteilung
| Nord - TV Bissendorf-Holte - TUSEM Essen - SG Flensburg-Handewitt - ASV Hamm - JSG Hastedter TSV/HC Bremen - HSG Heidmark - THW Kiel - HSG Handball Lemgo - HSG Menden-Lendringsen - GWD Minden - ASV Senden - SG Solingen BHC | Ost - VfL Bad Schwartau - Füchse Berlin Reinickendorf - SG Lichtenrade/Preussen Berlin - MTV Braunschweig - TSV Burgdorf - HSG Freiberg - HSV Hamburg - TSV Hannover-Anderten - Eintracht Hildesheim - SC Magdeburg - HB-Akademie Leipzig/Delitzsch - HC Empor Rostock | West - HSG Rhein Nahe Bingen - TSV Bayer Dormagen - ART Düsseldorf - HSG Dutenhofen/Münchholzhausen - TV Flein - TSG Friesenheim - TVG JA Großwallstadt - VfL Gummersbach - HSG Hanau - TV Hüttenberg - SG Ratingen - HSG Völklingen | Süd - JSG Balingen-Weilstetten - SG BBM Bietigheim - JSG Echaz-Erms - HC Erlangen - JSG Friedberg/Dasing - TPSG Frisch Auf Göppingen - SG Köndringen/Teningen - SG Kronau/Östringen - Post SV Nürnberg - SG Pforzheim/Eutingen - TuS Schutterwald - TSV Wolfschlugen |

## Staffel Nord
Tabelle
Die Tabelle der A-Jugend Bundesliga Nord 2012/2013 zeigt die Tabellenkonstellation.
Der Erst- und Zweitplatzierte am 22. Spieltag nehmen am Viertelfinale zur Deutschen Meisterschaft 2013 teil.
| TUSEM Essen |

| TV Bissendorf- Holte |

| SG Flensburg-Handewitt |

| ASV Hamm |

| JSG Hastedt/Bremen |

| HSG Heidmark |

| THW Kiel |

| HSG Handball Lemgo |

| HSG Menden/Lendringsen |

| GWD Minden |

| ASV Senden |

| SG Solingen BHC |

| TUSEM Essen |

| TV Bissendorf- Holte |

| SG Flensburg-Handewitt |

| ASV Hamm |

| JSG Hastedt/Bremen |

| HSG Heidmark |

| THW Kiel |

| HSG Handball Lemgo |

| HSG Menden/Lendringsen |

| GWD Minden |

| ASV Senden |

| SG Solingen BHC |

Entscheidungen
Kreuztabelle

Die Kreuztabelle stellt die Ergebnisse aller Spiele dieser Saison dar. Die Heimmannschaft ist in der linken Spalte, die Gastmannschaft in der oberen Zeile aufgelistet.
| 2012/13                | Biss    | Ess     | Flen    | Hamm    | Hast    | Heid    | Kiel    | Lemg    | Mend    | Mind    | Send    | Soli    |
| ---------------------- | ------- | ------- | ------- | ------- | ------- | ------- | ------- | ------- | ------- | ------- | ------- | ------- |
| TV Bissendorf-Holte    |         | 31 : 29 | 33 : 35 | 36 : 39 | 42 : 41 | 51 : 34 | 39 :45  | 35 : 34 | 44 : 35 | 41 : 41 | 45 : 38 | 39 : 31 |
| TUSEM Essen            | 29 : 36 |         | 31 : 47 | 31 : 31 | 23 : 34 | 36 : 28 | 25 : 22 | 29 : 37 | 26 : 29 | 31 : 34 | 40 : 30 | 25 : 26 |
| SG Flensburg-Handewitt | 46 : 34 | 41 : 25 |         | 44 : 30 | 29 : 31 | 42 : 24 | 32 : 30 | 31 : 34 | 32 : 21 | 32 : 29 | 42 : 21 | 36 : 28 |
| ASV Hamm               | 31 : 34 | 31 : 30 | 23 : 35 |         | 28 : 33 | 32 : 32 | 37 : 39 | 35 : 44 | 27 : 32 | 34 : 26 | 37 : 29 | 31 : 30 |
| JSG Hastedt/Bremen     | 44 : 39 | 29 : 22 | 28 : 27 | 30 : 24 |         | 40 : 26 | 25 : 25 | 30 : 36 | 32 : 26 | 34 : 28 | 35 : 18 | 39 : 30 |
| HSG Heidmark           | 34 : 41 | 34 : 27 | 25 : 39 | 42 : 32 | 32 : 43 |         | 27 : 33 | 25 : 33 | 19 : 28 | 25 : 50 | 28 : 33 | 33 : 40 |
| THW Kiel               | 41 : 25 | 27 : 32 | 25 : 26 | 34 : 29 | 27 : 29 | 29 : 21 |         | 27 : 37 | 19 : 20 | 33 : 28 | 36 : 22 | 30 : 20 |
| HSG Handball Lemgo     | 44 : 33 | 43 : 23 | 32 : 37 | 40 : 36 | 33 : 24 | 49 : 29 | 31 : 25 |         | 29 : 23 | 35 : 32 | 40 : 22 | 32 : 30 |
| HSG Menden-Lendringsen | 44 : 28 | 27 : 24 | 32 : 24 | 22 : 25 | 23 : 27 | 22 : 24 | 26 : 27 | 33 : 37 |         | 23 : 24 | 37 : 27 | 40 : 29 |
| GWD Minden             | 31 : 29 | 37 : 28 | 24 : 40 | 28 : 31 | 30 : 33 | 36 : 24 | 17 : 32 | 31 : 37 | 27 : 28 |         | 26 : 28 | 22 : 28 |
| ASV Senden             | 38 : 39 | 30 : 35 | 24 : 26 | 29 : 32 | 29 : 33 | 35 : 30 | 32 : 31 | 27 : 40 | 21 : 34 | 28 : 30 |         | 22 : 36 |
| SG Solingen BHC        | 36 : 32 | 35 : 16 | 27 : 26 | 42 : 39 | 27 : 33 | 33 : 30 | 37 : 35 | 35 : 39 | 28 : 25 | 39 : 28 | 35 : 32 |         |

## Staffel Ost
Tabelle
Die Tabelle der A-Jugend Bundesliga Ost 2012/2013 zeigt die Tabellenkonstellation.
Der Erst- und Zweitplatzierte am 22. Spieltag nehmen am Viertelfinale zur Deutschen Meisterschaft 2013 teil.

| 1 |

| 2 |

| VfL Bad Schwartau |

| MTV Braunschweig |

| TSV Burgdorf |

| HSG Freiberg |

| HSV Hamburg |

| TSV Hannover-Anderten |

| Eintracht Hildesheim |

| HB Akademie Leipzig/Delitzsch |

| SC Magdeburg |

| HC Empor Rostock |

| 1 |

| 2 |

| VfL Bad Schwartau |

| MTV Braunschweig |

| TSV Burgdorf |

| HSG Freiberg |

| HSV Hamburg |

| TSV Hannover-Anderten |

| Eintracht Hildesheim |

| HB Akademie Leipzig/Delitzsch |

| SC Magdeburg |

| HC Empor Rostock |

Entscheidungen
Kreuztabelle

Die Kreuztabelle stellt die Ergebnisse aller Spiele dieser Saison dar. Die Heimmannschaft ist in der linken Spalte, die Gastmannschaft in der oberen Zeile aufgelistet.
| 2012/13                        | Schw    | Span    | Lich    | Brau    | Burg    | Frei     | Hamb    | Hann    | Hild    | Leip    | Magd    | Rost    |
| ------------------------------ | ------- | ------- | ------- | ------- | ------- | -------- | ------- | ------- | ------- | ------- | ------- | ------- |
| VFL Bad Schwartau              |         | 28 : 40 | 0 : 0 1 | 46 : 25 | 34 : 34 | 44 : 36  | 35 : 32 | 36 : 27 | 35 : 38 | 34 : 29 | 29 : 30 | 37 : 22 |
| Füchse Berlin Reinickendorf    | 35 : 20 |         | 27 : 23 | 44 : 13 | 41 : 24 | 44 : 23  | 39 : 22 | 44 : 37 | 29 : 25 | 42 : 16 | 32 : 21 | 52 : 19 |
| SG Lichtenrade/Preussen Berlin | 37 : 32 | 23 : 48 |         | 34 : 25 | 20 : 32 | 31 : 408 | 30 : 34 | 21 : 27 | 36 : 40 | 23 : 29 | 22 : 39 | 25 : 17 |
| MTV Braunschweig               | 28 : 34 | 15 : 36 | 28 : 30 |         | 30 : 34 | 34 : 38  | 23 : 28 | 29 : 31 | 22 : 35 | 24 : 23 | 24 : 38 | 26 : 27 |
| TSV Burgdorf                   | 27 : 34 | 26 : 38 | 33 : 32 | 33 : 32 |         | 45 : 35  | 23 : 24 | 28 : 27 | 32 : 38 | 26 : 24 | 26 : 28 | 31 : 27 |
| HSG Freiberg                   | 43 : 22 | 24 : 60 | 45 : 38 | 44 : 32 | 38 : 40 |          | 33 : 40 | 42 : 32 | 35 : 45 | 23 : 29 | 29 : 37 | 44 : 37 |
| HSV Hamburg                    | 27 : 31 | 19 : 33 | 28 : 32 | 38 : 29 | 29 : 31 | 43 : 27  |         | 30 : 30 | 38 : 30 | 23 : 29 | 35 : 33 | 43 : 36 |
| TSV Hannover-Anderten          | 26 : 25 | 23 : 40 | 30 : 26 | 34 : 19 | 27 : 30 | 33 : 31  | 31 : 33 |         | 30 : 34 | 31 : 25 | 21 : 32 | 24 : 34 |
| Eintracht Hildesheim           | 32 : 30 | 23 : 32 | 41 : 35 | 37 : 21 | 44 : 36 | 44 : 39  | 30 : 26 | 36 : 28 |         | 34 : 33 | 24 : 48 | 33 : 31 |
| HB Akademie Leipzig/Delitzsch  | 27 : 28 | 26 : 31 | 27 : 19 | 32 : 15 | 39 : 26 | 36 : 33  | 23 : 25 | 31 : 25 | 32 : 30 |         | 26 : 34 | 34 : 25 |
| SC Magdeburg                   | 40 : 30 | 25 : 32 | 38 : 25 | 44 : 22 | 27 : 29 | 38 : 25  | 36 : 27 | 36 : 27 | 38 : 26 | 29 : 25 |         | 38 : 18 |
| HC Empor Rostock               | 30 : 36 | 17 : 52 | 34 : 24 | 34 : 24 | 28 : 35 | 34 : 40  | 23 : 31 | 24 : 31 | 29 : 37 | 26 : 35 | 23 : 48 |         |

## Staffel West
Tabelle
Die Tabelle der A-Jugend Bundesliga West 2012/2013 zeigt die Tabellenkonstellation.
Der Erst- und Zweitplatzierte am 22. Spieltag nehmen am Viertelfinale zur Deutschen Meisterschaft 2013 teil.

| 1 |

| 2 |

| 3 |

| HSG Rhein Nahe Bingen |

| HSG Dutenhofen/ Münchholzhausen |

| TV Flein |

| TSG Friesenheim |

| TVG JA Großwallstadt |

| VFL Gummersbach |

| HSG Hanau |

| TV Hüttenberg |

| HSG Völklingen |

| 1 |

| 2 |

| 3 |

| HSG Rhein Nahe Bingen |

| HSG Dutenhofen/ Münchholzhausen |

| TV Flein |

| TSG Friesenheim |

| TVG JA Großwallstadt |

| VFL Gummersbach |

| HSG Hanau |

| TV Hüttenberg |

| HSG Völklingen |

Entscheidungen
Kreuztabelle

Die Kreuztabelle stellt die Ergebnisse aller Spiele dieser Saison dar. Die Heimmannschaft ist in der linken Spalte, die Gastmannschaft in der oberen Zeile aufgelistet.
| 2012/13                        | Bing    | Dorm    | Düss    | Dute    | Flei    | Frie    | Groß    | Gumm    | Hana    | Hütt    | Rati    | Völk      |
| ------------------------------ | ------- | ------- | ------- | ------- | ------- | ------- | ------- | ------- | ------- | ------- | ------- | --------- |
| HSG Rhein Nahe Bingen          |         | 38 : 33 | 37 : 34 | 33 : 32 | 40 : 31 | 34 : 27 | 39 : 33 | 41 : 29 | 39 : 33 | 28 : 31 | 33 : 33 | 24 : 30   |
| TSV Bayer Dormagen             | 34 : 25 |         | 23 : 26 | 37: 25  | 47 : 23 | 33 : 30 | 36 : 27 | 31 : 30 | 42 : 34 | 33 : 28 | 35 : 34 | 29 : 46   |
| Art Düsseldorf                 | 42 : 31 | 28 : 29 |         | 30 : 30 | 30 : 32 | 24 : 30 | 33 : 31 | 36 : 32 | 32 : 27 | 21 : 27 | 27 : 33 | 28 : 33   |
| HSG Dutenhofen/Münchholzhausen | 30 : 27 | 26 : 33 | 31 : 26 |         | 35 : 21 | 28 : 32 | 31 : 32 | 23 : 29 | 33 : 29 | 29 : 25 | 36 : 22 | 30 : 32   |
| TV Flein                       | 24 : 25 | 25 : 34 | 25 : 34 | 19 : 27 |         | 19 : 33 | 21 : 33 | 26 : 26 | 29 : 33 | 21 : 39 | 29 : 37 | 20 : 32   |
| TSG Friesenheim                | 31 : 32 | 26 : 31 | 29 : 33 | 32 : 28 | 32 : 26 |         | 36 : 33 | 32 : 24 | 40 : 28 | 32 : 29 | 26 : 37 | 31 : 31   |
| TVG JA Großwallstadt           | 34 : 23 | 45 : 37 | 32 : 33 | 29 : 28 | 46 : 30 | 37 : 42 |         | 33 : 21 | 35 : 28 | 31 : 29 | 31 : 31 | 34 : 39   |
| VfL Gummersbach                | 36 : 29 | 29 : 30 | 33 : 35 | 44 : 32 | 34 : 24 | 37 : 28 | 39 : 30 |         | 25 : 29 | 28 : 27 | 28 : 35 | 26 : 30   |
| HSG Hanau                      | 28 : 24 | 28 : 33 | 30 : 31 | 21 : 27 | 33 : 22 | 30 : 27 | 35 : 37 | 26 : 30 |         | 28 : 29 | 30 : 36 | 32 : 33   |
| TV Hüttenberg                  | 32 : 25 | 40 : 21 | 30 : 24 | 31 : 22 | 25 : 24 | 33 : 27 | 34 : 31 | 34 : 34 | 25 : 27 |         | 35 : 27 | 29 : 29   |
| SG Ratingen                    | 31 : 31 | 42 : 34 | 39 : 30 | 34 : 32 | 37 : 19 | 35 : 31 | 42 : 46 | 20 : 30 | 31 : 30 | 29 : 31 |         | 39 : 26\| |
| HSG Völklingen                 | 36 : 35 | 35 : 29 | 32 : 33 | 30 : 25 | 33 : 22 | 37 : 31 | 31 : 25 | 32 : 32 | 31 : 25 | 30 : 22 | 29 : 25 |           |

## Staffel Süd
Tabelle
Die Tabelle der A-Jugend Bundesliga Süd 2012/2013 zeigt die Tabellenkonstellation.
Der Erst- und Zweitplatzierte am 22. Spieltag nehmen am Viertelfinale zur Deutschen Meisterschaft 2013 teil.
Stand: 29. April 2013
| 1 |

| 2 |

| 3 |

| SG BBM Bietigheim |

| HC Erlangen |

| JSG Friedberg/Dasing |

| TPSG Frischauf Göppingen |

| SG Köndringen/ Teningen |

| SG Kronau/Östringen |

| Post SV Nürnberg |

| SG Pforzheim /Eutingen |

| TuS Schutterwald |

| 1 |

| 2 |

| 3 |

| SG BBM Bietigheim |

| HC Erlangen |

| JSG Friedberg/Dasing |

| TPSG Frischauf Göppingen |

| SG Köndringen/ Teningen |

| SG Kronau/Östringen |

| Post SV Nürnberg |

| SG Pforzheim /Eutingen |

| TuS Schutterwald |

Entscheidungen
Kreuztabelle

Die Kreuztabelle stellt die Ergebnisse aller Spiele dieser Saison dar. Die Heimmannschaft ist in der linken Spalte, die Gastmannschaft in der oberen Zeile aufgelistet.
| 2012/13                  | Bali    | Biet    | Echa     | Erla    | Frie    | Göpp    | Könd    | Kron    | Nürn    | Pfor    | Schu     | Wolf    |
| ------------------------ | ------- | ------- | -------- | ------- | ------- | ------- | ------- | ------- | ------- | ------- | -------- | ------- |
| JSG Balingen/Weilstetten |         | 31 : 32 | 28 : 29  | 23 : 21 | 34:31   | 34 : 24 | 33 : 27 | 32 : 22 | 30 : 19 | 31 : 23 | 45 : 34  | 33:27   |
| SG BBM Bietigheim        | 24 : 29 |         | 33 : 29- | 21 : 26 | 36 : 28 | 27 : 31 | 26 : 39 | 38 : 34 | 25 : 19 | 22 : 28 | 38 : 27  | 40 : 24 |
| JSG Echaz-Erms           | 22 : 23 | 31 : 26 |          | 26 : 34 | 35 : 31 | 29 : 34 | 23 : 21 | 25 : 30 | 31 : 22 | 23 : 25 | 38 : 22  | 37 : 27 |
| HC Erlangen              | 26 : 29 | 36 : 30 | 24 : 25  |         | 31 : 18 | 21 : 26 | 22 : 21 | 25 : 31 | 28 : 21 | 38 : 25 | 30 : 28  | 32 : 22 |
| JSG Friedberg/Dasing     | 30 : 30 | 27 : 36 | 38 : 37  | 27 : 28 |         | 28 : 29 | 30 : 30 | 28 : 30 | 25 : 22 | 25 : 31 | 29 : 34  | 32:22   |
| TPSG Frischauf Göppingen | 26 : 31 | 32 : 30 | 35 : 32  | 30 : 21 | 33 : 32 |         | 35 : 27 | 26 : 25 | 37 : 26 | 34 : 29 | 37:30    | 39 : 28 |
| SG Köndringen/Teningen   | 31 : 25 | 41 : 36 | 36 : 27  | 20 : 21 | 28:21   | 30:29   |         | 27 : 34 | 29 : 23 | 21 : 22 | 28 : 24  | 33 : 25 |
| SG Kronau/Östringen      | 28 : 29 | 30 : 31 | 36 : 26  | 28 : 26 | 51 : 20 | 32 : 26 | 40 : 23 |         | 31 : 22 | 29 : 33 | 51 : 26  | 27 : 22 |
| Post SV Nürnberg         | 26 : 32 | 22 : 33 | 29 : 25  | 22 : 18 | 29 : 22 | 18:31   | 13 : 29 | 22:31   |         | 28:26   | 28:32    | 29 : 23 |
| SG Pforzheim/Eutingen    | 23 :28  | 27 : 32 | 22 : 29  | 26 : 24 | 28 : 33 | 27 : 27 | 23 : 24 | 27 : 32 | 23 : 21 |         | 38 : 334 | 33 : 23 |
| TuS Schutterwald         | 34 : 34 | 30 : 36 | 30 : 33  | 24 : 28 | 31 : 29 | 29 : 32 | 26 : 22 | 25 : 34 | 24 : 22 | 26 : 35 |          | 37 : 29 |
| TSV Wolfschlugen         | 25 : 39 | 29 : 31 | 23 : 36  | 23 : 40 | 41 : 28 | 22 : 36 | 26 : 36 | 28 : 32 | 25 : 24 | 25 : 34 | 32 : 32  |         |

## Viertelfinale
Qualifizierte Teams

| Gruppen 1. HSG Handball Lemmgo Füchse Berlin Reinickendorf HSG Völklingen JSG Balingen-Weilstetten | Gruppen 2. JSG Hastedter TSV/HC Bremen SC Magdeburg TSV Bayer Dormagen TPSG Frisch Auf Göppingen |

Ausgeloste Spiele & Ergebnisse

Im Viertelfinale trifft immer ein Tabellenerster auf einen Tabellenzweiten einer anderen Staffel.
Die Gruppenersten haben das Recht, das Rückspiel zu Hause auszutragen.
Die Hinspiele fanden am 3. bis 5. Mai 2013 statt, die Rückspiele am 11./12. Mai 2013.
| Mannschaft 1                                  | Mannschaft 2                                | Hinspiel              | Rückspiel             | Gesamt  |
| --------------------------------------------- | ------------------------------------------- | --------------------- | --------------------- | ------- |
| SC Magdeburg Vincent Sohmann 19               | HSG Handball Lemgo Joscha Ritterbach 17     | 03. Mai Fr. 20:00 Uhr | 11. Mai Sa. 16:30 Uhr | 69 : 67 |
| SC Magdeburg Vincent Sohmann 19               | HSG Handball Lemgo Joscha Ritterbach 17     | 32 : 30 (15 : 13)     | 37 : 37 (19 : 17)     | 69 : 67 |
| SC Magdeburg Vincent Sohmann 19               | HSG Handball Lemgo Joscha Ritterbach 17     | 300 Zuschauer         | 648 Zuschauer         | 69 : 67 |
| JSG Hastedter TSV/HC Bremen Maurice Dräger 10 | Füchse Berlin Reinickendorf Paul Drux 21    | 04. Mai Sa. 19:00 Uhr | 12. Mai So. 16:00 Uhr | 47 : 64 |
| JSG Hastedter TSV/HC Bremen Maurice Dräger 10 | Füchse Berlin Reinickendorf Paul Drux 21    | 27 : 34 (11 : 15)     | 20 : 30 (9 : 13)      | 47 : 64 |
| JSG Hastedter TSV/HC Bremen Maurice Dräger 10 | Füchse Berlin Reinickendorf Paul Drux 21    | 472 Zuschauer         | 250 Zuschauer         | 47 : 64 |
| TSV Bayer Dormagen Moritz Preuss 18           | JSG Balingen-Weilstetten Jannik Hausmann 17 | 05. Mai So. 15:00 Uhr | 12. Mai So. 16:00 Uhr | 68 : 66 |
| TSV Bayer Dormagen Moritz Preuss 18           | JSG Balingen-Weilstetten Jannik Hausmann 17 | 41 : 31 (22 : 16)     | 27 : 35 (17 : 16)     | 68 : 66 |
| TSV Bayer Dormagen Moritz Preuss 18           | JSG Balingen-Weilstetten Jannik Hausmann 17 | 250 Zuschauer         | 600 Zuschauer         | 68 : 66 |
| TPSG Frischauf Göppingen Nicola Stabel 13     | HSG Völklingen Yves Kunkel 17               | 05. Mai So. 16:00 Uhr | 12. Mai So. 14:00 Uhr | 57 : 59 |
| TPSG Frischauf Göppingen Nicola Stabel 13     | HSG Völklingen Yves Kunkel 17               | 34 : 32 (21 : 21)     | 23 : 27 (12 : 16)     | 57 : 59 |
| TPSG Frischauf Göppingen Nicola Stabel 13     | HSG Völklingen Yves Kunkel 17               | 1.000 Zuschauer       | 650 Zuschauer         | 57 : 59 |

## Halbfinale
Qualifizierte Teams

| - SC Magdeburg - Füchse Berlin Reinickendorf - TSV Bayer Dormagen - HSG Völklingen |

Ausgeloste Spiele & Ergebnisse

Die Hinspiele fanden am 25. und 26. Mai 2013 statt, die Rückspiele am 1. und 2. Juni 2013.
| Mannschaft 1                             | Mannschaft 2                      | Hinspiel              | Rückspiel              | Gesamt  |
| ---------------------------------------- | --------------------------------- | --------------------- | ---------------------- | ------- |
| Füchse Berlin Reinickendorf Paul Drux 16 | TSV Bayer Dormagen Simon Ernst 17 | 25. Mai Sa. 17:00 Uhr | 02. Juni So. 15:00 Uhr | 64 : 56 |
| Füchse Berlin Reinickendorf Paul Drux 16 | TSV Bayer Dormagen Simon Ernst 17 | 38 : 25 (20 : 13)     | 26 : 31 (12 : 14)      | 64 : 56 |
| Füchse Berlin Reinickendorf Paul Drux 16 | TSV Bayer Dormagen Simon Ernst 17 | 315 Zuschauer         | -.--- Zuschauer        | 64 : 56 |
| HSG Völklingen Peter Walz 17             | SC Magdeburg Vincent Sohmann 13   | 26. Mai So. 14:00 Uhr | 01. Juni Sa. 17:00 Uhr | 59 : 68 |
| HSG Völklingen Peter Walz 17             | SC Magdeburg Vincent Sohmann 13   | 30 : 33 (11 : 13)     | 29 : 35 (18 : 21)      | 59 : 68 |
| HSG Völklingen Peter Walz 17             | SC Magdeburg Vincent Sohmann 13   | 785 Zuschauer         | -.--- Zuschauer        | 59 : 68 |

## Finale
Qualifizierte Teams

Für das Finale qualifiziert sind:
- Füchse Berlin Reinickendorf
* SC Magdeburg

Ergebnisse

Das Hinspiel fand am 9. Juni 2013 statt. Das Rückspiel fand am 16. Juni 2013 statt.
| Mannschaft 1                | Mannschaft 2 | Hinspiel                | Rückspiel                | Gesamt  |
| --------------------------- | ------------ | ----------------------- | ------------------------ | ------- |
| Füchse Berlin Reinickendorf | SC Magdeburg | 09. Juni 2013 16:30 Uhr | 15. Juni 2013. 17:00 Uhr | 58 : 52 |
| Füchse Berlin Reinickendorf | SC Magdeburg | 25 : 25 (09:11)         | 33 : 27 (15 : 18)        | 58 : 52 |

### Hinspiel
Füchse Berlin Reinickendorf – SC Magdeburg  25:25 (09:11)
9. Juni 2013 in Berlin, Lilli-Henoch-Sporthalle, 500 Zuschauer, Spielbericht
Füchse Berlin Reinickendorf: Güner, Trepper – Kassler, Krai (3/1), Müller (2), Reißky, Weihrauch (4), Siewert (2), Drux (5), Wiede (9), Scheithauer, Struck, Nehl
SC Magdeburg: Gleß, Hendrich – Ackermann (3), Stiebler, Tiede (2), Zimmermann, Saul (9), Lange, Glabisch (5/3), Sohmann (5), Wilke (1/1), Czech, Weiß, Kaffenberger
Schiedsrichter:  Christoph Immel & Ronald Klein

### Rückspiel
SC Magdeburg – Füchse Berlin Reinickendorf  27:33 (18:15)
15. Juni 2013 in Magdeburg, Hermann-Gieseler-Halle, 1.000 Zuschauer, Spielbericht
SC Magdeburg: Hendrich, Gleß – Czech (2), Saul (5), Ackermann (3), Sohmann (7/4), Wilke (3), Tiede (5), Glabisch (2), Zimmermann, Weiß, Stiebler, Kaffenberger, Lange
Füchse Berlin Reinickendorf: Drux (10), Wiede (5), Krai (5), Kassler (4), Weihrauch (3), Siewert (2), Scheithauer (2), Müller (1), Reißky (1)
Schiedsrichter:  Fabian Baumgart & Sascha Wild

## Zahlen und Fakten
Der Zuschauerrekord der A-Jugendbundesliga wurde nicht in einem der Finalspiele, sondern am 23. Dezember 2012 in der Staffel Süd aufgestellt. Das „Schwabenderby“ zwischen der JSG Balingen/Weilstetten und Frisch Auf! Göppingen (34:24) verfolgten in der 35. Spielminute 2819 Zuschauer und stieg bis zum Ende des Spieles über die 3000 Zuschauer-Marke. Geleitet wurde die Partie durch das Schiedsrichtergespann um Felix Gorenflo und Frank Mangold aus Gutach. Das Spiel vor Rekordkulisse war das Vorspiel zur Bundesligabegegnung der Männer zwischen HBW Balingen-Weilstetten und Hannover-Burgdorf in der Stuttgarter Porsche-Arena.